# Остроумов, Алексей Александрович (терапевт)
О зоологе см. Остроумов, Алексей Александрович (зоолог)
Алексе́й Алекса́ндрович Остроу́мов (27 декабря 1844 [8 января 1845], Москва — 11 июля [24 июля] 1908, Москва) — русский врач-терапевт, ученик Г. А. Захарьина, основатель крупной научной школы. Основные труды по физиологии и патологии кровообращения, ординарный профессор Московского университета.

## Биография
Родился 27 декабря 1844 (8 января 1845) года в Москве в семье священника, настоятеля храма Пимена Великого в Воротниках. Первоначально обучался в Московской духовной семинарии. В 1871 окончил медицинский факультет Московского университета. По инициативе заведующего факультетской терапевтической клиникой Г. А. Захарьина был зачислен в университетскую больницу ординатором и оставлен при университете для подготовки к профессорскому званию. В 1873 под руководством А. И. Бабухина защитил диссертацию «О происхождении первого тона сердца» на степень доктора медицины.

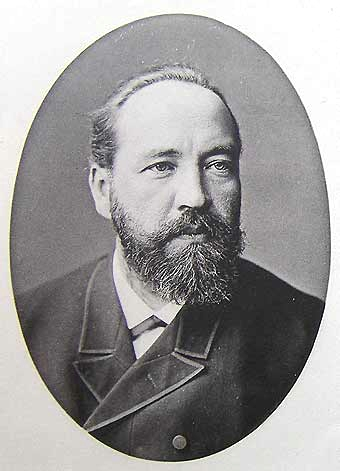
А. А. Остроумов

Был командирован за границу, где в течение нескольких лет слушал лекции ведущих европейских терапевтов, занимался патологической анатомией, экспериментальной патологией, работал в клиниках и лабораториях ((в том числе у Р. Гейденгайна и Ю. Конгейма)), публиковался в журналах. По возвращении был утверждён в должности доцента (1879), экстраординарный профессор (1880) и ординарный профессор (1892) госпитальной терапевтической клиники Московского университета, располагавшейся в здании  Новоекатерининской больницы. Среди его учеников известные профессора — В. Воробьев, Н. А. Кабанов, А. П. Ланговой и другие.
Лекции Остроумова, которые посещал А. П. Чехов, при высоком научном уровне отличались крайней простотой и ясностью изложения, пользовались популярностью среди студентов, несмотря на то, что до начала 1890-х гг. преподавание велось в Новоекатерининской больнице, где не хватало помещений не только для лекций, но и для лаборатории. В 1884 помещение для лаборатории Остроумов снял и оборудовал на личные средства. Ситуация значительно улучшилась в 1891, когда клиника была переведена в новое здание на Девичьем поле. Сам Остроумов принимал активное участие в работах по планированию и оборудованию нового Клинического городка. Здесь под его руководством была создана образцовая клиника с лабораторией и физиотерапевтическим отделением. В конце XIX века клиника сыграла определяющую роль в развитии терапевтической мысли в России.

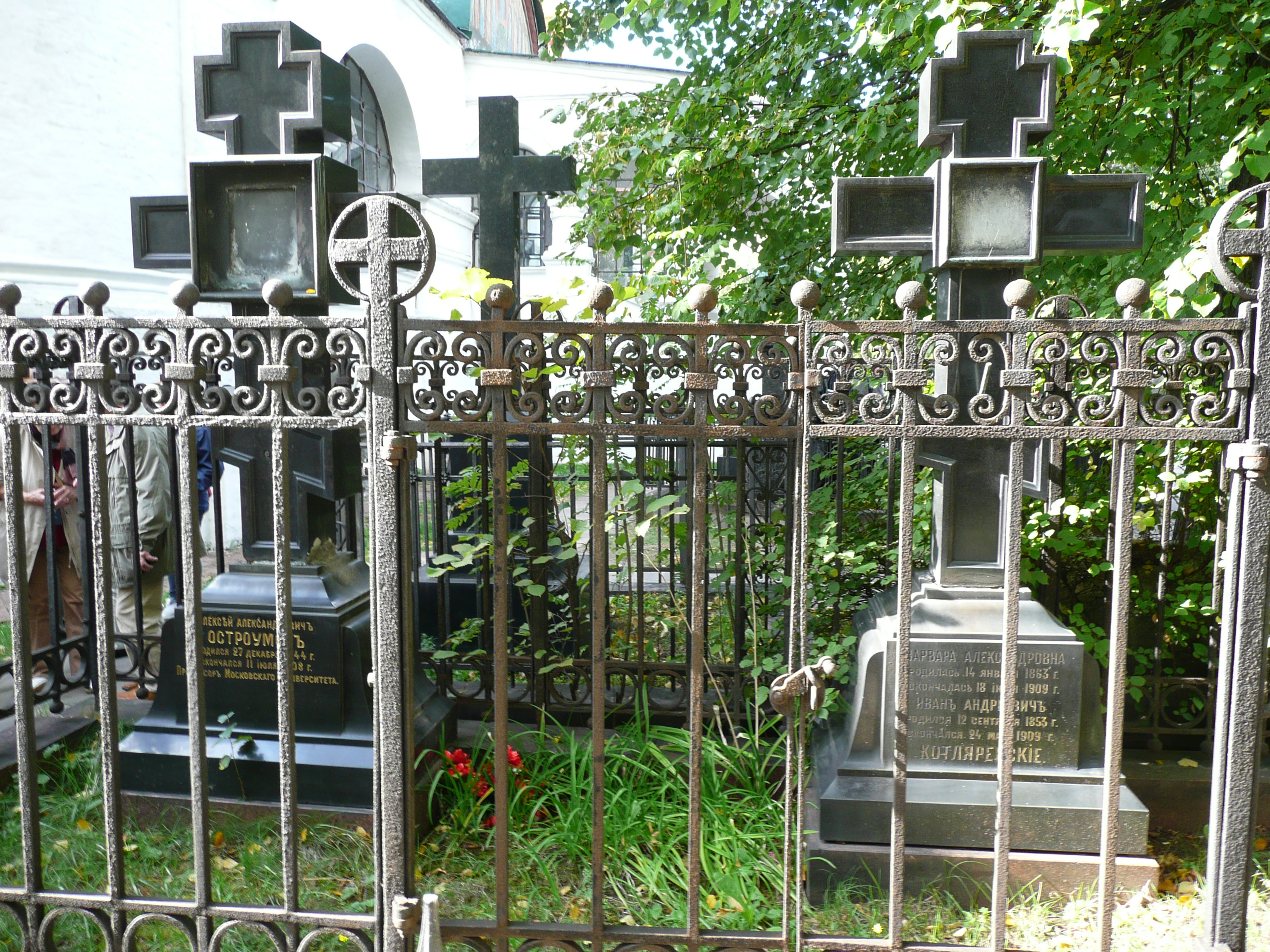
Могила А. А. Остроумова

А. А. Остроумов был первым главным врачом хосписа, построенного братьями Александром, Петром и Василием Бахрушиными.
Председатель Московского терапевтического общества (1877–1888).
В конце 1900 года Остроумов по состоянию здоровья был вынужден оставить службу в университете и переселиться в Сухуми. Консультировал в местных лечебных заведениях, на собственные средства и собранные пожертвования построил больницу и родильный дом. Незадолго до смерти вернулся в Москву. В Москве Остроумов жил на улице Малая Дмитровка. Умер 11 (24) июля 1908 года; похоронен на территории Новодевичьего монастыря.

## Память
C 1944 года имя А. А. Остроумова носит госпитальная терапевтическая клиника Московской медицинской академии им. И. М. Сеченова.
В честь А. А. Остроумова была названа улицв в восточном административном округе города Москвы. Первоначально улица называлась Больша́я Бахру́шинская у́лица по находившейся здесь больнице, построенной в 1880-х годах предпринимателями и меценатами братьями П. А. и В. А. Бахрушиными и получившей их имя. В 1922 году больница была переименована в память о враче-терапевте А. А. Остроумове (1844—1908), а 12 августа 1924 года улица получила современное название. С конца 1903 года Сухумская городская больница, в последующем Республиканская больница Абхазии, носила имя Алексея Александровича Остроумова, которая была построена при его активном участие на пожертвования русских меценатов.
Также имя А. А. Остроумова носила ГКБ № 33 г. Москвы (в настоящее время Больница имени братьев Бахрушиных).

## Цитаты
В начале 90-х годов XIX века Остроумов говорил: «Терапия представляет собой способ проверить посредством изменений условий жизни организма и его функции деятельности наши предположения о причинах болезненных изменений организма в среде. При диагнозе мы старались найти связь изменений организма с условиями среды, его окружающей, и пришли к заключению, что патологические изменения данного организма зависят от таких условий среды, которые он не мог уравновешивать в силу несоответствия требований среды силам организма. Прогноз имеет целью определить, при каких условиях среды и организма и насколько данный индивидуум может вернуть равновесие своим отправлениям. В терапии мы даем новые условия, чтобы проверить наши заключения».